# Zawadzkie
Zawadzkie (udtale: [zaˈvat͡skʲɛ] tysk: Zawadzki, 1936–1945 Andreashütte, schlesisk: Zawadzke)   er en by  i den østlige del af voivodskabet Opole i det sydlige Polen.  Byen  har 6.639(2021) indbyggere og et areal på 16,52 km².  Den  er en del af powiatet (amt) Strzelce. Zawadzkie ligger omkring 40 kilometer sydøst for Opole og 55 kilometer nordvest for Katowice ved floden Mała Panew.

## Historie
Zawadzki blev grundlagt i Øvre Schlesien i  jernværksindustrien ved Malapanes storhedstid. Ejeren af hytterne i Kolonnowska og Vossowska, Andreas Graf von Renard i Groß Strehlitz,  havde stadig en  hytte med en fabriksbebyggelse i sine skove i 1836 , som blev kaldt Zawadzkiwerk.  Renard fik også bygget en vej, (grevens) Renardsche Chaussee, som fører fra Opole via Malapane, Kolonnowska og Tworog til Tarnowitz. Derudover blev der bygget flere jernovne.
I 1945 kom den tidligere tyske by under polsk administration og blev omdøbt til Zawadzkie og annekteret til det schlesiske voivodskab. I 1950 blev stedet en del af  Voivodeskabet Opole. 